# Hans Welzel
Hans Welzel (* 25. März 1904 in Artern; † 5. Mai 1977 in Andernach) war ein deutscher Strafrechtler und Rechtsphilosoph.

## Leben

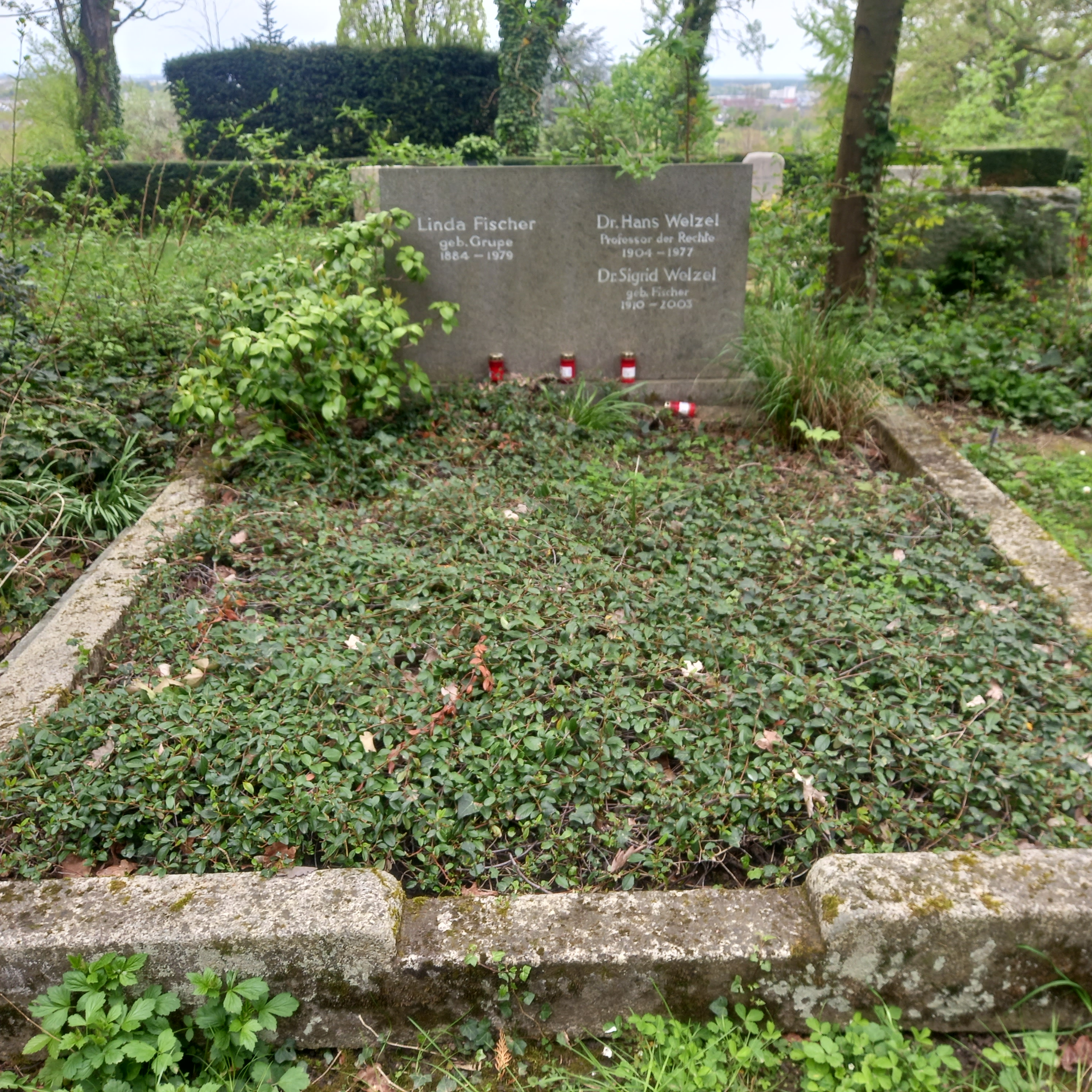
Das Grab von Hans Welzel und seiner Ehefrau Sigrid geborene Fischer im Familiengrab auf dem Poppelsdorfer Friedhof in Bonn

Welzel studierte von 1923 bis 1927 an der Friedrich-Schiller-Universität Jena und der Ruprecht-Karls-Universität Heidelberg  Rechtswissenschaft. Mit einer Doktorarbeit über Samuel Pufendorf wurde er 1928 in Jena zum Dr. iur. promoviert. Im Jahr 1935 habilitierte er sich an der Universität zu Köln über Naturalismus und Wertphilosophie im Strafrecht. Ein Jahr später wurde er zum Professor an der Georg-August-Universität Göttingen ernannt. In der Zeit des Nationalsozialismus verfocht er nationalsozialistische Thesen, was er später damit rechtfertigte, nie ein Anhänger des Nationalsozialismus gewesen zu sein und lediglich aus Angst um seine berufliche Existenz diese Standpunkte vertreten zu haben. So begrüßte Welzel die Aufweichung des Analogieverbotes und die Bezugnahme auf das gesunde Volksempfinden mittels des 1935 neu formulierten § 2 Reichsstrafgesetzbuch (RStGB). Zu § 2 RStGB schrieb er, dass der ideelle Grundgedanke des § 2 RStGB mit dem Rechtsbewusstsein des Volkes wachse und durch die Tat des Gesetzgebers gestaltet würde; „beide Kräfte gestalten das Recht“. Welzel war Mitglied der NSDAP und des NSD-Dozentenbundes.
1945/46 war er in Göttingen Dekan der Rechts- und Staatswissenschaftlichen Fakultät. In ihrer Sitzung am 7. Januar 1946 würdigte er den kurz vor Kriegsende gefallenen Privatrechtler Hans Tägert. 1951 beschrieb er mit dem Weichenstellerfall ein bekanntes Gedankenexperiment, das auch als Trolley-Problem bezeichnet wird. Die Rheinische Friedrich-Wilhelms-Universität Bonn berief ihn 1952 auf ihren Lehrstuhl für Strafrechtsprofessur. 1962 wurde Welzel dort Rektor. Seine Antrittsrede befasste sich mit „Wahrheit und Grenze des Naturrechts“.
Bekannt wurde Welzel durch die Begründung der finalen Handlungslehre im Strafrecht. Nach der finalen Handlungslehre, die Welzel auf den Gedanken der Willensfreiheit des Individuums gründete, ist der Vorsatz als Wissen und Wollen der Tatbestandsverwirklichung nicht mehr als Bestandteil der Schuld anzusehen, sondern aufgrund der Sinn- und Zweckgerichtetheit der menschlichen Handlung bereits als Voraussetzung der bloßen Tatbestandsverwirklichung aufzufassen. Möglich wurde diese Auffassung durch die sich durchsetzende Schuldtheorie, die zwar den Vorsatz noch als Schuldelement, jedoch das Bewusstsein der Rechtswidrigkeit der eigenen Handlung (Unrechtsbewusstsein) nicht mehr als Vorsatzbestandteil (dolus malus) sah, sondern als eigenständiges Schuldelement neben dem Vorsatz.
Dadurch bleibt nach der finalen Handlungslehre nur das Element des (potenziellen) Unrechtsbewusstseins als Kernbestandteil der persönlichen Vorwerfbarkeit, der Schuld. Diesem Verbrechensaufbau folgt bis heute mit Abwandlungen ein bedeutender Teil der deutschen Strafrechtswissenschaft.
Die von Welzel begründete finale Handlungslehre wurde auch im Ausland rezipiert, so dass Welzel als einer der bekanntesten deutschen Strafrechtswissenschaftler gilt.
Zu seinen Schülern zählen Hans Joachim Hirsch, Günther Jakobs, Armin Kaufmann, Fritz Loos und Günther Stratenwerth.
Seit 1959 war er korrespondierendes Mitglied der Heidelberger Akademie der Wissenschaften. Hans Welzel starb am 5. Mai 1977 im Alter von 73 Jahren in Andernach.

## Werke
- Naturalismus und Wertphilosophie im Strafrecht, 1936
- Welzels Lehrbuch zum Strafrecht erschien von 1940 bis 1969 in zahlreichen Auflagen. Der Titel wurde zwei Mal geändert, weswegen auch die Auflagennummerierung ab der ersten Änderung neu begonnen wurde.
  - Der Allgemeine Teil des Deutschen Strafrechts in seinen Grundzügen, De Gruyter, 1. Aufl. 1940; 2. Aufl. 1943; 3. Aufl. 1944
  - Das Deutsche Strafrecht in seinen Grundzügen, De Gruyter, 1. Aufl. 1947 (Digitalisat mit beschränktem Zugang via De Gruyter), 2. Aufl. 1949 (Digitalisat mit beschränktem Zugang via De Gruyter)
  - Das Deutsche Strafrecht. Eine systematische Darstellung, De Gruyter, 3. Aufl. 1954 (Digitalisat mit beschränktem Zugang via De Gruyter); 4. Aufl. 1954; 5. Aufl. 1956; 6. Aufl. 1958; 7. Aufl. 1960; 8. Aufl. 1963 (unveränderte Neuauflage); 9. Aufl. 1965; 10. Aufl. 1967; 11. Aufl. 1969 (Digitalisat mit beschränktem Zugang via De Gruyter)
- Um die finale Handlungslehre – eine Auseinandersetzung mit ihren Kritikern, 1949
- Naturrecht und materiale Gerechtigkeit, 1951
- Das neue Bild des Strafrechtssystems, 1951